# Panarchismus
Panarchismus ist eine politische Philosophie, die von der friedlichen Koexistenz verschiedener politischer Systeme auf dem gleichen Gebiet ausgeht. 
Der Begriff wurde 1860 von dem belgischen Botaniker und Wirtschaftstheoretiker Paul Émile de Puydt eingeführt. Der Ausdruck Panarchie setzt sich aus den griechischen Wortstämmen pan- (alles) und -archie (Regierungsform) zusammen, bezeichnet also eine Regierungsform, die alle Regierungsformen einschließt.
In der Panarchie wäre es allen Individuen gestattet, sich von der bisherigen Regierung loszusagen und in eine neue einzutreten, ohne das Land verlassen zu müssen. Auf einem Gebiet würden mehrere parallele Regierungen existieren, die verschieden organisiert wären (zum Beispiel Monarchie, Republik etc.), und die Individuen könnten frei aussuchen, welcher sie angehören wollen. Jede Regierung würde von ihren Anhängern Steuern und Abgaben beziehen und ihnen Dienstleistungen bieten. 
Es geht somit im Wesentlichen um ein exterritoriales Sezessionsrecht, also darum, sich persönlich – und nicht ein Territorium – unabhängig zu erklären.
De Puydt inspirierte sich vom freien wirtschaftlichen Wettbewerb, um einen freien Wettbewerb von Regierungsformen vorzuschlagen. Sein Motto ist „laissez faire, laissez passer“ auch in Staatspolitik gelten zu lassen. Die Kunden (Bürger) sollen nach persönlicher Weltanschauung und nach finanziellen Kriterien ihre Regierung aussuchen, ohne dass es Wahlverlierer gibt oder Revolutionen notwendig wären. Der Fortbestand jeder Regierung würde alleine von ihrer Anhängerzahl und von ihren Finanzen abhängen. De Puydt machte Vergleiche mit der Religion, wo monopolistische Staatsreligionen durch ein friedliches Zusammenleben von verschiedenen Religionen ersetzt wurden.
Panarchismus wurde von Anarchisten wie Max Nettlau, aber auch manchen Sozialisten und Libertären gefordert. 
Bruno Frey und Reiner Eichenberger haben 1997 mit Functional Overlapping Competing Jurisdiction ein ähnliches Modell vorgeschlagen. Panarchismus hat auch Gemeinsamkeiten mit dem Anarchokapitalismus.